# Ancylorhynchus funebris
Ancylorhynchus funebris är en tvåvingeart som beskrevs av Stanley Willard Bromley 1936. Ancylorhynchus funebris ingår i släktet Ancylorhynchus och familjen rovflugor.
Artens utbredningsområde är Moçambique. Inga underarter finns listade i Catalogue of Life.